# Thomas Pollock
Thomas Pollock (1 tháng 8 năm 1925 – 17 tháng 8 năm 1994) là một vận động viên hockey trên băng người Canada. Anh giành được một huy chương vàng ở Thế vận hội Mùa đông 1952.